# Liebherr-Schweißraupe SR 714 LGP

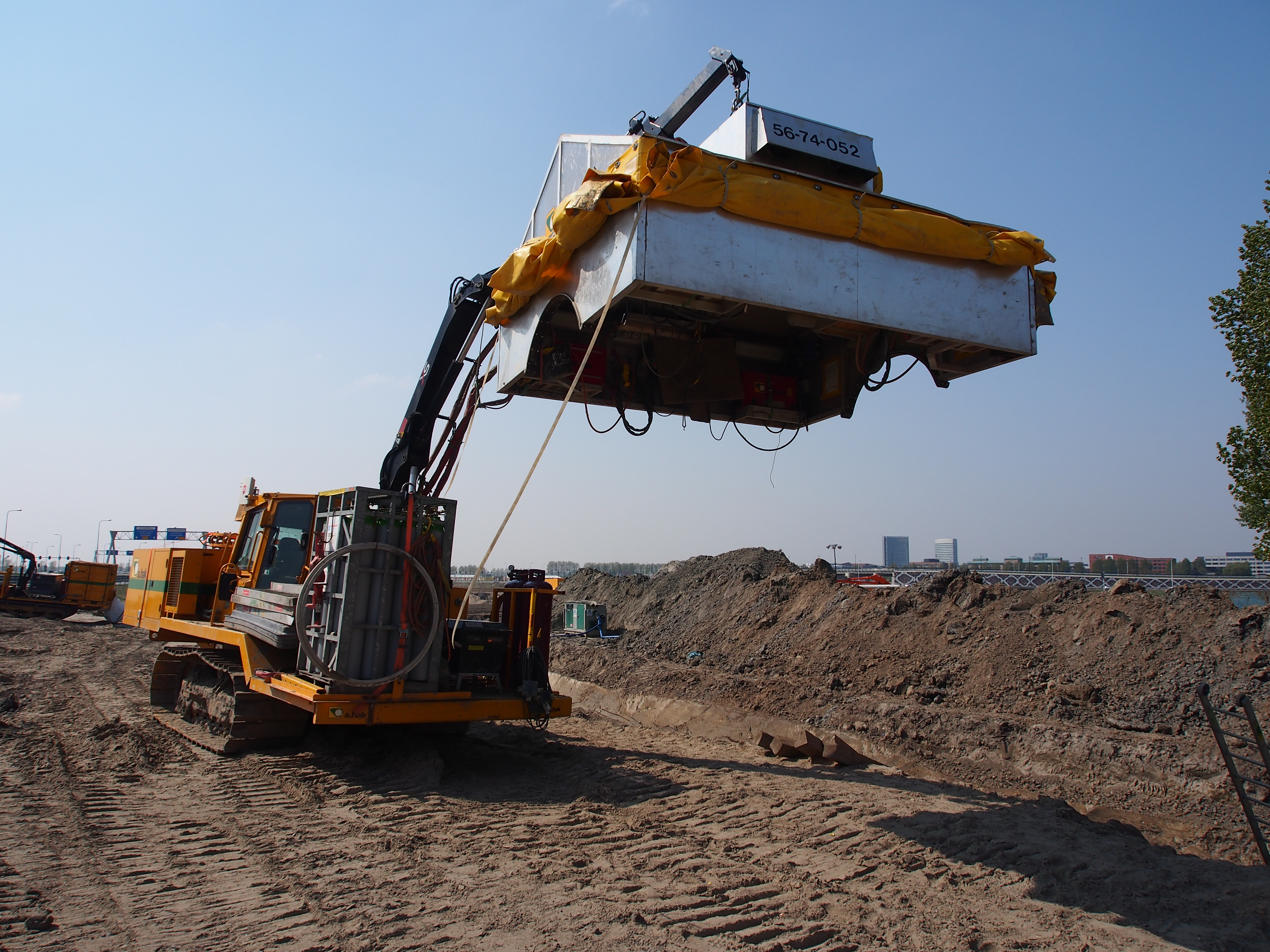
Liebherr-Schweißraupe SR 714 LGP mit HIAB-XS-Kran

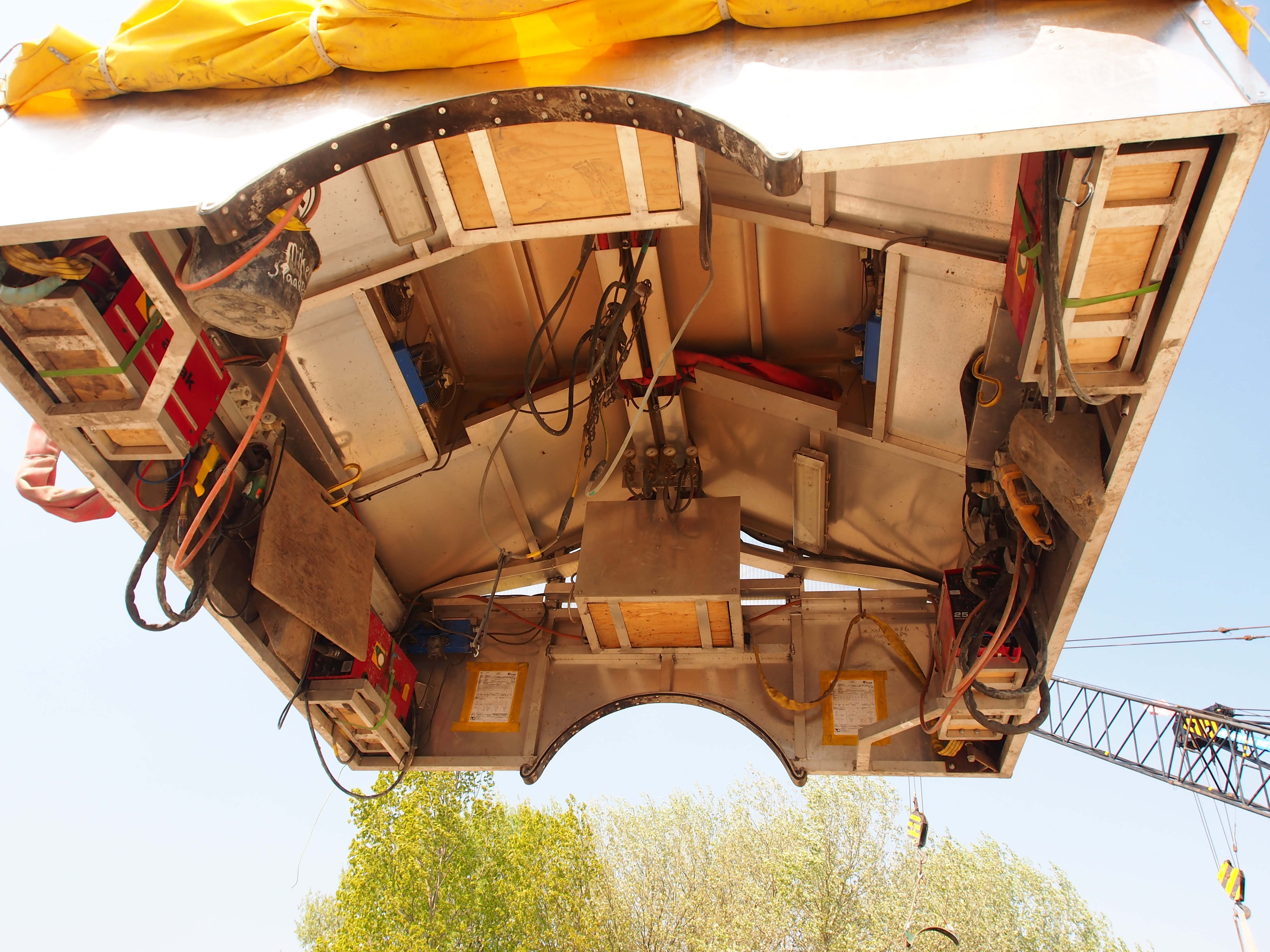
Schweißzelt als Gerätetechnikträger und Windschutz

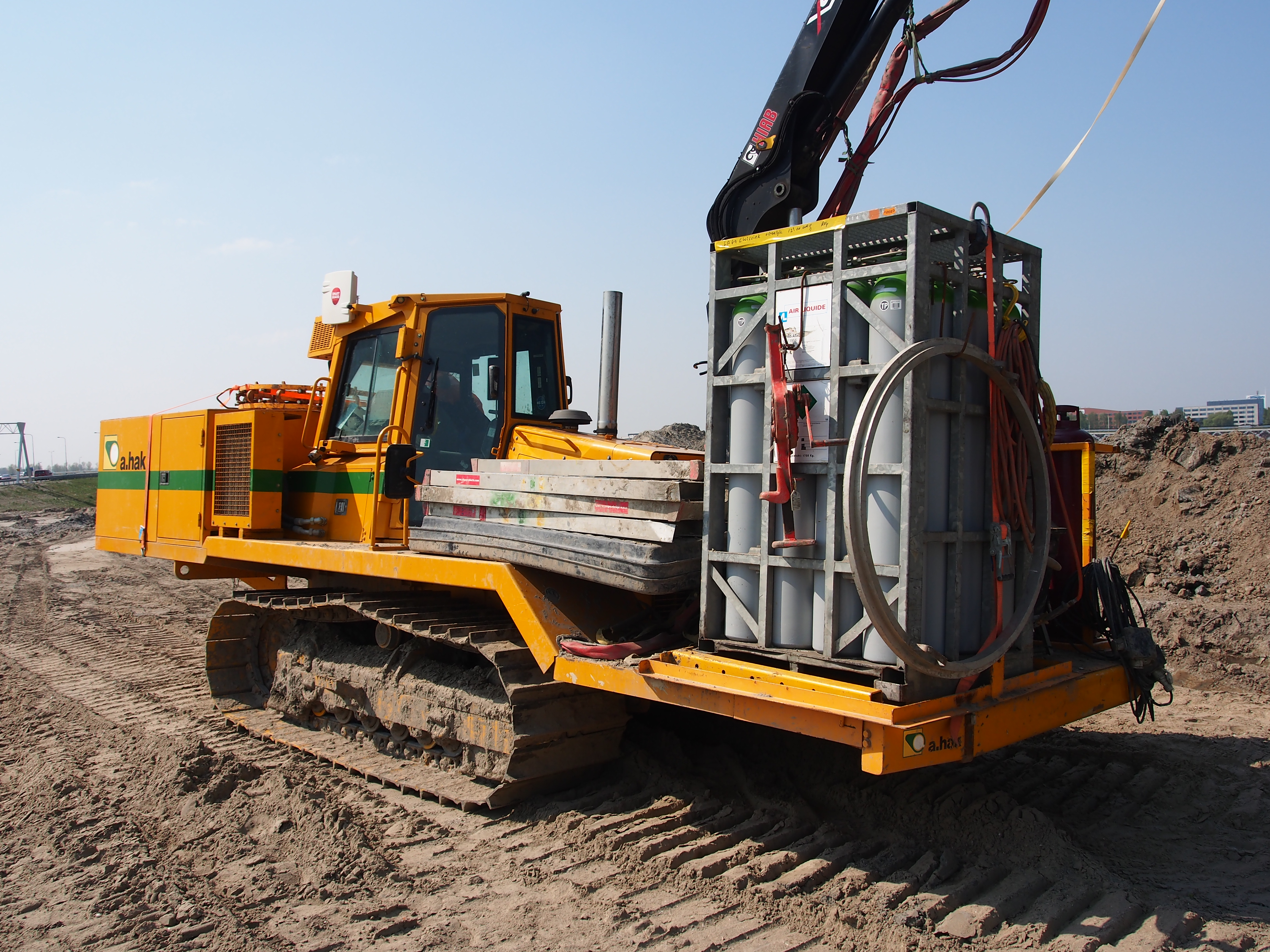
Ladefläche für Gasflaschen und Geräte

Die Liebherr-Schweißraupe SR 714 LGP ist ein Raupenschlepper mit geringem Bodendruck (englisch: Low Ground Pressure) für die Schweißarbeiten beim Verlegen von Rohrleitungen.

## Technische Daten
Die Liebherr-Schweißraupe SR 714 LGP ist ähnlich wie die Liebherr-Planierraupe PR 714 aufgebaut. Sie wurde bei Maats Pipeline Equipment, dem weltweiten Exklusivvertreter von Liebherr-Rohrschweißmaschinen entwickelt. Sie hat einen John-Deere-Dieselmotor 6068H mit 86 kW (117 PS). Das für geringen Bodendruck ausgelegte Raupenfahrwerk besteht aus 42 jeweils 760 mm breiten Einstegbodenplatten. Die Schweißraupen des Baujahrs 2012 hatten ein Einsatzgewicht von 20,3 t.

## Schweißzelt
In der Dachkonstruktion des Schweißzelts sind die MIG/MAG-Schweißstromquellen und weitere Gerätetechnik untergebracht (siehe mittleres Foto, das sich durch Anklicken vergrößern lässt). Das Schweißzelt hängt an einem HIAB-XS-Kran. Es verhindert, dass das Schutzgas beim Schweißen vom Wind weggeblasen wird. Außerdem bietet es den Schweißern während der Arbeit etwas Schutz vor der Witterung.

## Modellbau
NZG, die Nürnberger Zinndruckguss-Modelle GmbH, stellt ein fein detailliertes Modell dieser Schweißraupe im Maßstab 1:50 her.